# Vandermondova konvoluce
Vandermondova konvoluce nebo Vandermondova identita je kombinatorická identita pojmenována po francouzském matematikovi Alexandre-Théophile Vandermonde, který s ní poprvé přišel roku 1772.
Znění identity je: {\displaystyle {m+n \choose r}=\sum _{k=0}^{r}{m \choose k}{n \choose r-k},\qquad m,n,r\in \mathbb {N} _{0},}
kde {\displaystyle {n \choose k}} je binomický koeficient.
Navzdory tomu, že je konvoluce pojmenovaná po Vandermondovi, ve skutečnosti pochází již z roku 1303, kdy ji objevil čínsky matematik Ši-ťie Ču.